# Землянки (Полтавская область)
Землянки (укр. Землянки) — село,
Землянковский сельский совет,
Глобинский район,
Полтавская область,
Украина.
Код КОАТУУ — 5320682801. Население по переписи 2001 года составляло 364 человека.
Село указано на трехверстовке Полтавской области. Военно-топографическая карта.1869 года как хутор Копанки
Является административным центром Землянковского сельского совета, в который, кроме того, входят сёла
Корещина,
Малиновка,
Радаловка и
Степное.

## Географическое положение
Село Землянки находится на расстоянии в 0,5 км от села Корещина и в 2,5 км от села Малиновка.
По селу протекает пересыхающий ручей с запрудой.

## История
- Начало XIX века — дата основания как село Копанки.
- Конец XIX века — переименовано в село Землянки.

## Экономика
- Молочно-товарная ферма.
- АФ «Землянки».

## Известные люди
- Кириченко Раиса Афанасьевна (1943—2005) — известная украинская певица.